# ウルトラQ ザ・ムービー 星の伝説
『ウルトラQ ザ・ムービー 星の伝説』（ウルトラキュー ザ ムービー ほしのでんせつ）は、松竹、セガ・エンタープライゼス、東北新社、円谷映像により共同制作され、松竹系で1990年4月14日に封切りされた劇場映画。

## 概要
円谷プロダクションによる特撮テレビ番組『ウルトラQ』のリメイク版。制作は円谷プロから独立した円谷粲が設立した円谷映像が手がけ、同社の第1作となった。監督は『ウルトラ』シリーズや『帝都物語』を手掛けた実相寺昭雄。脚本は実相寺とも数多く『ウルトラ』シリーズを手掛けた佐々木守。
監督：実相寺、脚本：佐々木で、1982年にATGと円谷プロの共同で製作が計画されていた劇場映画企画『ウルトラマン 怪獣聖書』が元になっている。羽衣伝説や浦島太郎伝説を題材としている点は、佐々木が脚本を担当したテレビドラマ『三日月情話』と共通している。
本作品は当初、監督：金子修介、脚本：伊藤和典と、後に平成『ガメラ』3部作を手掛ける2人を中心にじんのひろあきや島田満らも加わって映画化が企画されていたが、実現には至らなかった。内容はガラモンやカネゴンなどの人気怪獣を登場させる3話の短編によるオムニバス形式といった3部作の構想のものだったが、当時はウルトラシリーズ登場キャラクターの商品化権はバンダイが独占していたため、映画のスポンサーであるセガは映画に登場する怪獣の商品を販売することはできず、セガとしてはそのような状況で過去の怪獣を登場させるメリットが少なく、この脚本は採用されなかった。しかし映画の公開スケジュールは既に確定していたため、ウルトラファンに絶大な支持を得ていて、そしてすでにアイデア（NG企画『ウルトラマン怪獣聖書』）を持っていた実相寺昭雄に引き継がれることになった。
監督、脚本以外のスタッフもかつてのウルトラシリーズに参加していたスタッフが多数参加。本作品の製作時（1989年から1990年）、特撮の世界にもすでにCGが導入されていた時期ではあったが、オープニングタイトルに使った以外は全て昔ながらのミニチュア・セットや着ぐるみ、光学合成、トリック撮影（吊り操演など）でまかなわれた。また、初期のウルトラシリーズに出演していた往年の俳優たちのカメオ出演的な配役や、故人ながらもウルトラシリーズの脚本家として知られた金城哲夫と『ウルトラQ』の一ノ谷博士（江川宇礼雄）が一ノ谷研究所の肖像として登場している。
公開第3週より『ウルトラQ 五郎とゴロー』『ウルトラQ 1/8計画』か、一部劇場ではアニメ映画の『機動警察パトレイバー the Movie』がカップリング上映されている。

## ストーリー
古代遺跡の発掘現場などで、謎の連続殺人事件が発生する。現場にはなぜか、海水が残され、被害者は3センチの穴が胸を貫通していた。そんな折、古代史番組の取材中にテレビ局クルー・浜野が謎の失踪を遂げる。同僚の万城目たちは浜野の足取りを辿る。

## 登場怪獣
ワダツジン
太古の昔に地球へやってきた異星人で、その姿は羽衣伝説や浦島太郎、竹取物語などの伝承として伝えられている。安曇族、ワダツミノミコトとの関連も仄めかされる。星野真弓という女性に姿を変えて、事件の調査をすすめる万城目らの前に現れて警告を発した。人間の姿の他に土偶のモデルとなったと思われる遮光器土偶型と、全身に縄文土器に似た模様があるミラーメタル型の2つの姿をもつ。両形態とも超速海水弾を武器とする。
- 原型となったのは『ウルトラマン怪獣聖書』に登場するカナンガ星人で、土偶姿のデザインのモデルとなっている。

古代神獣 薙羅（ナギラ）
弥生時代から地底に眠っていた怪獣。ハサミ状の尾の先端を地表に出して、自然や古代遺跡を破壊する開発を阻止していた。ワダツジンとはテレパシーで繋がっており、星野真弓が警察に逮捕された際に出現した。角が前に向くと口から青い熱線を吐く。終盤ではワダツジンの宇宙船で共に宇宙へ行った。

## キャスト
- 万城目淳 - 柴俊夫
- 江戸川由利子 - 荻野目慶子
- 戸川一平 - 風見しんご
- 星野真弓 - 高樹澪
- 浜野哲史 - 堀内正美
- 笹本毅 - 山内としお
- 一の谷博士 - 中山仁
- 山根報道部長 - 寺田農
- 森田通信員 - 佐野史郎
- カメラマン - 円谷浩
- 報道部員 - 高野浩幸、筒井由美子
- 刑事 - 小林昭二、黒部進、毒蝮三太夫
- 山根の同僚 - 西條康彦
- 漁師 - 深沢政雄
- マンションの住人 - 二階堂美穂
- 伊豆の郷土史家 - 岡村春彦
- タクシー運転手 - 打出親五
- 農夫 - 加藤茂雄
- ビジネスマン - 小沢幹雄
- 吉野ヶ里係員 - 岩本勲
- 工事現場監督 - 池島ゆたか
- 警官 - 小島邦彦、日高俊樹、三ツ矢真之、山本竜二、弓家保則
- 観光事業部員 - 谷口敦、まさき博人、広瀬昌助
- 宿のおかみ - 加賀恵子
- ナレーター - 石坂浩二
- 舞踏・振り付け - 田中泯

### スーツアクター
- 土偶型ワダツジン - 小人のマーチャン
- ワダツジン（ミラーメタル） - 二階堂美穂
- 薙羅 - 松岡稜士

## スタッフ
- 監督 - 実相寺昭雄
- 脚本 - 佐々木守
- 製作 - 円谷粲
- プロデューサー - 宍倉徳子、野村芳樹
- 特技監督 - 大木淳吉
- 怪獣デザイン - 池谷仙克
- 音楽 - 石井眞木
  - 演奏 - 新日本フィルハーモニー交響楽団
  - シデロイホス独奏 - 吉原すみれ
- 撮影 - 中堀正夫
- 照明 - 牛場賢二
- 美術 - 水野伸一
- 編集 - 井上治
- 録音 - 木村瑛二
- 特機 - 大島豊
- 助監督 - 北浦嗣巳
- 記録 - 熊野照子
- 選曲 - 石井ますみ
- 効果 - 斉藤昌利（東洋音響カモメ）
- サウンドアドバイザー - 中山義廣
- 絵コンテ - 樋口真嗣
- 特殊メイク - 原口智生
- アクション - 二家本辰己
- ビジュアルエフェクト
  - 視覚効果 - 中野稔
  - テクニカルエディター - 宮重道久
  - エフェクトアニメーション - 川端孝
  - 合成絵画 - 塚田猛昭
  - スキャニメイト - IMAGICA
  - 宇宙人造型CG - ビルドアップ
- 特殊技術
  - 撮影 - 大岡新一
  - 照明 - 市川元一
  - 美術 - 藤田泰男
  - 助監督 - 服部光則
  - 記録 - 島貫育子
  - 編集 - 高野隆一
  - 操演 - 亀甲船（根岸泉）
  - 火薬効果 - 大平特殊効果（久米攻）
  - 怪獣造型 - ベス
  - 宇宙船造型 - アップ・アート、シード
  - 特殊造型 - マーブリングファインアーツ、特殊美術GAM、ローカスト
- 撮影協力 - 吉野ヶ里遺跡保存協力会、肥前町観光協会、下田市観光協会、西伊豆観光協会、与謝郡伊根町商工会、峰山町、弥栄町
- 録音スタジオ - にっかつスタジオセンター
- 現像 - 東京現像所
- ビデオ技術協力 - パビック
- スタジオ - 国際放映、緑山スタジオ・シティ
- 原著作 - 円谷プロダクション
- 企画協力 - TBS
- 製作協力 - コダイ
- 協力プロデューサー - 阿部宏司
- 制作 - 円谷映像
- 松竹 = セガ・エンタープライゼス = 東北新社 = 円谷映像提携作品

## 漫画版
さいとう・たかをと「さいとう・プロ」によってミニ劇画化され、劇場で来客特典として配られた。
また、御茶漬海苔によるコミカライズ版が『MONSTER COMIC 怪獣伝説』（朝日ソノラマ、1990年、ISBN 978-4-257-90109-9）に収録されている。

## 映像ソフト化
- VHSは1990年10月24日にリリース。
- 2001年8月25日にバンダイビジュアルよりDVDが発売[10]。